# Chiesa di Santa Maria Assunta (Cinto Euganeo)
La chiesa di Santa Maria Assunta è una chiesa sita nel centro abitato di Cinto Euganeo, in via Bomba.
Intitolata all'Assunzione di Maria in Cielo è, nella suddivisione territoriale della chiesa cattolica, collocata nel vicariato dei Colli, a sua volta parte della diocesi di Padova, ed è sede parrocchiale.
Il 1º maggio 1818, in forza della bolla De salute Dominici gregis di papa Pio VII la parrocchia di Santa Maria Assunta di Cinto Euganeo passò dalla diocesi di Verona alla diocesi di Padova.